# Kruhlik (obwód grodzieński)
Kruhlik, Krugliki (biał. Круглікі, ros. Круглики) – wieś na Białorusi, w obwodzie grodzieńskim, w rejonie grodzieńskim, w sielsowiecie Indura.
W dwudziestoleciu międzywojennym wieś leżała w Polsce, w województwie białostockim, w powiecie grodzieńskim, w gminie Indura.
Według Powszechnego Spisu Ludności z 1921 roku okolicę zamieszkiwało 28 osób, wszystkie były wyznania prawosławnego. Jednocześnie wszyscy mieszkańcy zadeklarowali białoruską przynależność narodową. Były tu 3 budynki mieszkalne.
Miejscowość należała do parafii rzymskokatolickiej i prawosławnej w Indurze.
Podlegała pod Sąd Grodzki w Indurze i Okręgowy w Grodnie; właściwy urząd pocztowy mieścił się w Indurze.